# Шрайбер, Элеонора Лазаревна
Элеоно́ра Ла́заревна Шра́йбер, также известна как Нора Шрайбер (19 марта 1918, Александрия — 9 ноября 2004, Санкт-Петербург) — советский и российский литературовед, переводчик, критик. Кандидат филологических наук. Член Союза писателей Санкт-Петербурга.

## Биография
Родилась в семье акушера Лазаря Яковлевича Шрайбера и выпускницы высших юридических курсов. В 1922 году с семьей переехала в Петроград. В 1940-м с отличием окончила филологический факультет Ленинградского университета. В 1943-м защитила кандидатскую диссертацию. Специализировалась на французской литературе. Преподавала историю зарубежной литературы в Тульском педагогическом институте и Петрозаводском университете.
Перевела на русский язык мемуары и 8 романов французского писателя Жоржа Сименона. Неоднократно встречалась с ним лично и долгое время по приглашению гостила у него. Также перевела ряд романов Александра Дюма.
Автор книг «Жорж Сименон. Жизнь и творчество» (1977), «Гарсиа Лорка» (1965), «Антология детской французской литературы» (в соавторстве с Н. Ю. Сахаровой) и др. Автор многих статей и пособий.